# Niederämter Anzeiger

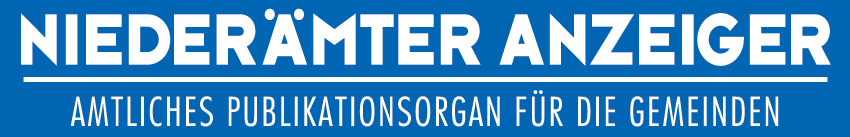

Der Niederämter Anzeiger ist ein kostenloses amtliches Publikationsorgan und Anzeigenblatt für das Niederamt im Kanton Solothurn. Er erscheint wöchentlich jeweils donnerstags und wird in alle Haushalte des Verteilgebiets kostenlos zugestellt. Herausgeberin ist die Widmer Druck AG in Schönenwerd, ein Familienunternehmen in vierter Generation.

## Geschichte
Der Niederämter Anzeiger wurde 1899 gegründet. Die erste Ausgabe erschien als Jahrgang 1, Nummer 1. Seitdem hat sich die Zeitung als fester Bestandteil des öffentlichen und wirtschaftlichen Lebens in der Region zwischen Aarau und Olten etabliert.
Laut Eintrag in der Schweizerischen Nationalbibliothek trägt das Blatt seit Dezember 2011 den Untertitel:
Amtliches Publikationsorgan für die Gemeinden Däniken, Dulliken, Eppenberg-Wöschnau, Erlinsbach AG, Erlinsbach SO, Gretzenbach, Hauenstein-Ifenthal, Kienberg, Lostorf, Niedergösgen, Obergösgen, Rohr, Schönenwerd, Starrkirch-Wil, Stüsslingen, Trimbach, Walterswil, Winznau und Wisen.

## Verbreitung und Bedeutung
Der Niederämter Anzeiger erreicht laut Verlagsangaben wöchentlich über 30'000 Leser bei einer Haushaltsabdeckung von 100 % im Zielgebiet. Die von der WEMF AG für Werbemedienforschung bestätigte beglaubigte Auflage beträgt 24'272 Exemplare (Stand: Auflagebulletin 2024).
Als amtliches Publikationsorgan und lokale Werbeplattform spielt das Blatt eine zentrale Rolle in der Kommunikation zwischen Behörden, Gewerbe und Bevölkerung.

## Herausgeber
Die Widmer Druck AG in Schönenwerd produziert und verlegt den Niederämter Anzeiger. Das Unternehmen besteht seit vier Generationen und ist regional verankert.